# Otočje Alhucemas
Otočje Alhucemas (špa. Islas Alhucemas; arapski: جزر الحسيمة) je skupina otoka i jedan od španjolskih plazas de soberanía tik uz marokansku obalu u Alboranskom moru.

## Pregled
Peñón de Alhucemas, zajedno s otočićima Isla de Mar i Isla de Tierra malo zapadnije, čine otočje Alhucemas. Nalaze se 300 metara od marokanskog grada Al-Hoceima ili Alhucemas (bivša Villa Sanjurjo), 146 km istočno od Ceute i 84 km zapadno od Melille. Ukupna kopnena površina skupine od tri otoka je 4,6 hektara ili 0,046 km2.
- Peñón de Alhucemas (Španjolski izgovor: [peˈɲon de aluˈθemas], "Stijena boje lavande", 35°12′49″N 3°53′22″W / 35.2135°N 3.8895°W) je maleni stjenoviti otok, dimenzija 220 m u smjeru istok-zapad i do 84 m u smjeru sjever-jug, s površinom od 1,5 ha ili 0,015 km2, i visinom od 27 m. Stijenu u cijelosti zauzima utvrda, nekoliko kuća i crkva. To je jedna od nekoliko španjolskih peñones, ili stijena-tvrđava, na obali Sjeverne Afrike.
- Isla de Tierra (35°12′55″N 3°54′09″W / 35.2152°N 3.9026°W) je strma, 11 m visoka stjenovita platforma, 114 m sjeverno od marokanske plaže, 192 m duga u smjeru sjeveroistok–jugozapad, a široka do 87 m, što daje površinu od 0,017 km2.
- Isla de Mar (35°13′03″N 3°54′03″W / 35.2176°N 3.9008°W) je ravan, 4 m visok otočić, čiji je zapadni kraj 93 m sjeverno od Isla de Tierra, dužine 245 m u smjeru istok-zapad, širine do 70 m, s površinom od 1,4 ha ili 0,014 km2.

## Povijest
Španjolska vladavina datira iz 1559. godine, kada su Saadi ustupili Španjolskoj nekoliko teritorija u zamjenu za španjolsku pomoć protiv osmanske vojske. Godine 1673. Španjolska je poslala garnizon na otok Peñón de Alhucemas i od tada ga je trajno okupirala. Otoci se također nalaze u blizini mjesta iskrcavanja španjolskih i francuskih ekspedicijskih snaga 1925. godine tijekom rata u Rifu. Maroko osporava španjolski suverenitet nad otočićima otkad je Maroko stekao neovisnost 1956.
Godine 2012. španjolski vojni garnizon u tvrđavi na Peñón de Alhucemas sastojao se od pješačkog odjela od 25-30 ljudi iz 32. mješovite topničke pukovnije, plus osoblja iz pomorskih službi s čamcem na napuhavanje za dolazak do opskrbnih plovila.
Dana 29. kolovoza 2012., 19 podsaharskih imigranata prešlo je kanal između Maroka i Isla de Tierra. Kampirali su na otoku, nadajući se da će nekako dobiti pristup španjolskom kopnu. Ubrzo im se pridružilo dodatnih 68 imigranata 2. rujna 2012. Izbjeglice i ilegalna imigracija iz podsaharskih zemalja problem je koji Španjolska i Europska unija u cjelini pokušavaju riješiti. Budući da su otočići imali "nedefiniran unutarnji status", imigranti nisu imali koristi od španjolskih imigracijskih zakona i, u zajedničkoj operaciji, španjolske su se trupe brinule o ženama, djeci i zdravstvenim potrebama imigranata, a zatim su ih predale natrag Maroko. Marokanske snage odmah su deportirale te osobe preko alžirske granice. Španjolska vojska je od tada stacionirala mali kamp na Isla de Tierra kako bi obeshrabrila nove pokušaje ilegalnog prelaska na španjolski teritorij. Postupanje i deportaciju ovih osoba kritizirao je ombudsman španjolskog parlamenta, Defensor del Pueblo, te razne nevladine organizacije i organizacije.

## Vanjske poveznice
|  | Zajednički poslužitelj ima još gradiva o temi Otočje Alhucemas |